# 岡崎宏三
岡崎 宏三（おかざき こうぞう、1919年（大正8年）1月12日 - 2005年（平成17年）1月13日）は、日本の撮影技師、撮影監督。

## 来歴
東京府（現・東京都）出身。1935年（昭和10年）、新興キネマ大泉撮影所（現・東映東京撮影所）に入社し、青島順一郎に師事。撮影助手を勤めた後、1940年（昭和15年）に伊奈精一監督の『愛の記念日』で撮影監督となる。
1953年（昭和28年）、ジョセフ・フォン・スタンバーグ監督の『アナタハン』の撮影にカメラオペレーターとして起用され、決定的な影響を受ける。その後、多くの名監督の様々な作品を手掛けたほか、『ザ・ヤクザ』など海外の映画作品も多く撮影した。
第1回日本アカデミー賞優秀撮影賞、第24回毎日映画コンクール撮影賞を4回受賞した。1996年（平成8年）、第20回山路ふみ子映画賞功労賞を受賞した。
2005年（平成17年）1月13日、食道噴門癌のため死去、86歳。

## 主な作品
撮影助手時代
- 雌雄 （1936年）
- 聖処女 （1936年）
- 青葉の夢 （1936年）
- 新月抄 （1936年）
- 牡丹くづるゝ時 （1937年）
- 合歓の木 （1937年）
- 小国民 （1938年）
- あゝ故郷 （1938年）
- 海棠の歌 （1939年）

撮影監督時代
- 模範孝女の殺人 （1939年）
- 愛の記念日 （1940年）
- 誰か故郷を思はざる （1940年）
- 太平洋行進曲 （1940年）
- 病院船 （1940年）
- 狂乱の娘芸人 （1940年）
- 真人間 （1940年）
- 良人なきあと （1940年）
- 暖きふる里 （1941年）
- 新生の歌 （1941年）
- 素晴らしき結婚 （1941年）
- 北極光 （1941年）
- 逞しき愛情 （1942年）
- 狼火は上海に揚る 春江遺恨 （1944年）
- 私はシベリヤの捕虜だった （1952年）
- 初恋トコシャン息子 （1952年）
- 君に捧げし命なりせば （1953年）
- 美しい人 （1953年）
- アナタハン （1953年） ※肩書きはスクリプターだが、実作業はカメラオペレーター[4]。
- 嵐の青春 （1954年）
- 愛 （1954年）
- 和蘭囃子 （1954年）
- 神州天馬侠 第一部 武田伊奈丸 （1954年）
- 神州天馬侠 第二部 幻術百鬼 （1955年）
- 神州天馬侠 第三部 火ごま水ごま （1955年）
- 神州天馬侠 第四部 天動地変 （1955年）
- 女の学校 （1955年）
- 右門捕物帖 恐怖の十三夜 （1955年）
- 復讐浄瑠璃坂 第一部 鬼伏峠の襲撃 （1955年）
- 復讐浄瑠璃坂 第二部 暁の血戦 （1955年）
- 鞍馬天狗 御用盗異変 （1956年）
- 恋すがた狐御殿 （1956年）
- 疾風!鞍馬天狗 （1956年）
- 力道山 男の魂 （1956年）
- のんき夫婦 （1956年）
- 浮気旅行 （1956年）
- 金語楼純情日記 初恋社長 （1957年）
- 極楽島物語 （1957年）
- 金語楼純情日記 珍遊侠伝 （1957年）
- 三十六人の乗客 （1957年）
- ロマンス誕生 （1957年）
- 太夫さんより 女体は哀しく （1957年）
- 口から出まかせ （1958年）
- 大当り狸御殿 （1958年）
- 暖簾 （1958年）
- フランキーの僕は三人前 （1958年）
- 底抜け忍術合戦 （1958年）
- 底抜け忍術合戦 俺は消えるぜ （1958年）
- 野良猫 （1958年）
- グラマ島の誘惑 （1959年）
- 愛情不動 （1959年）
- 貸間あり （1959年）
- 森の石松幽霊道中 （1959年）
- 暴れん坊森の石松 （1959年）
- 夜霧の決闘 （1959年）
- 人も歩けば （1960年）
- 嵐を呼ぶ楽団 （1960年）
- 爆笑嬢はん日記 （1960年）
- 太陽を抱け （1960年）
- がんばれ! 盤嶽 （1960年）
- 第六の容疑者 （1960年）
- 縞の背広の親分衆 （1961年）
- 女家族 （1961年）
- 断崖の決闘 （1961年）
- 花影 （1961年）
- 明日ある限り （1962年）
- 如何なる星の下に （1962年）
- 青べか物語 （1962年）
- 喜劇 駅前温泉 （1962年）
- 憂愁平野 （1963年）
- 喜劇 とんかつ一代 （1963年）
- 台所太平記 （1963年）
- 新・夫婦善哉 （1963年）
- 喜劇 陽気な未亡人 （1964年）
- 甘い汗 （1964年）
- 喜劇 駅前医院 （1965年）
- 波影 （1965年）
- 喜劇 駅前金融 （1965年）
- 喜劇 各駅停車 （1965年）
- 六條ゆきやま紬 （1965年）
- 喜劇 駅前大学 （1965年）
- 喜劇 仰げば尊し （1966年）
- 千曲川絶唱 （1967年）
- 続・名もなく貧しく美しく 父と子 （1967年）
- その人は昔 （1967年）
- 喜劇 駅前百年 （1967年）
- 君に幸福を センチメンタル・ボーイ （1967年）
- 日本の青春 （1968年）
- お熱い休暇 （1968年）
- 喜劇 駅前桟橋 （1969年）
- 御用金 （1969年）
- 無頼漢 （1970年）
- 走れ!コウタロー 喜劇・男だから泣くサ （1971年）
- 幻の殺意 （1971年）
- いのちぼうにふろう （1971年）
- 出所祝い （1971年）
- ひばりのすべて （1971年）
- 海軍特別年少兵 （1972年）
- 喜劇 泥棒大家族 天下を盗る （1972年）
- 恍惚の人 （1973年）
- 無宿人御子神の丈吉 黄昏に閃光が飛んだ （1973年）
- 化石の森 （1973年）
- 朝やけの詩 （1973年）
- 華麗なる一族 （1974年）
- ねむの木の詩 （1974年）
- ザ・ヤクザ The Yakuza （1974年） ※アメリカ映画
- 雨のアムステルダム （1975年）
- 吾輩は猫である （1975年）
- 化石 （1975年）
- 恋の空中ぶらんこ （1976年）
- 妻と女の間 （1976年）
- アラスカ物語 （1977年）
- 巨人軍物語 進め!!栄光へ （1977年）
- ねむの木の詩がきこえる （1977年） ※撮影監督
- お吟さま （1978年）
- 燃える秋 （1978年）
- がんばれ!ベアーズ大旋風 -日本遠征- The Bad News Bears Go to Japan （1978年） ※アメリカ映画、公開当時の題名は『がんばれ!ベアーズ 大旋風』。
- 衝動殺人 息子よ （1979年）
- 文楽 冥途の飛脚 （1979年）
- 虹をかける子どもたち （1980年）
- 漂流 （1981年）
- 最後のサムライ ザ・チャレンジ The Challenge （1982年）  ※アメリカ映画
- 南十字星 （1982年） ※日本・オーストラリア合作映画
- 恋の浮島 A Ilha dos Amores （1982年） ※日本・ポルトガル合作映画
- だいじょうぶマイ・フレンド （1983年） ※撮影監督
- この子を残して （1983年）
- 泰造 （1985年） ※撮影監督
- 食卓のない家 （1985年）
- 新・喜びも悲しみも幾歳月 （1986年）
- ハローキッズ! がんばれ子どもたち （1986年） ※撮影監督
- 星の牧場 （1987年）
- 父 （1988年）
- 丹波哲郎の大霊界 死んだらどうなる （1989年）
- 流転の海 （1990年） ※撮影監督
- 戦争と青春 （1991年）
- きこぱたとん （1993年）
- 男ともだち （1994年）
- GAMA 月桃の花 （1996年） ※撮影監督
- アイ・ラヴ・ユー （1999年） ※撮影監督
- アイ・ラヴ・フレンズ （2001年） ※撮影監督
- アイ・ラヴ・ピース （2003年） ※撮影監督